# Phellogen

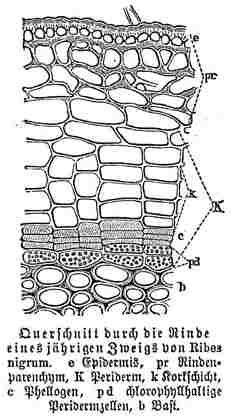
Querschnitt durch Johannisbeerrinde mit Korkschicht

Das Phellogen oder Korkkambium ist ein sekundäres Bildungsgewebe (Meristem) im äußeren Bereich des Sprossquerschnitts von dikotylen Pflanzen. Das periklin, also parallel zur Sproßoberfläche, liegende Phellogen gibt durch Zellteilung nach außen Korkzellen (Phellem) und nach innen parenchymatische Zellen (Phelloderm) ab. Das Phellogen bildet zusammen mit dem Phelloderm und dem Phellem das Periderm, ein sekundäres Abschlussgewebe des Sprosses.
In der Sprossachse wird das Phellogen durch Umwandlung von bereits ausdifferenzierten Kollenchym oder Parenchymzellen in meristematisch aktive Zellen gebildet. Eine besondere Rolle spielt das Phellogen bei der Gewinnung von Rohmaterial für die Herstellung von Flaschenverschlüssen aus Korkgewebe bei der Korkeiche (Quercus suber). Hier bildet sich nach dem Abschälen des gesamten Periderms in den darunterliegenden Gewebeschichten schnell wieder ein neues und sehr aktives Phellogen, welches den Gewebeverlust kompensiert. Bei der Buche (Fagus sylvatica) bleibt das Phellogen ständig aktiv und bildet eine dicke Korkgewebeschicht an Stamm und Ästen.